# MG 42
Maschinengewehr 42 (vzdevek šarec) je nemški puškomitraljez iz druge svetovne vojne. Razvit je bil leta 1942 na podlagi svojega predhodnika, nemškega puškomitraljeza MG 34. V uporabi je bil vse do konca vojne, po vojni pa so ga uporabljale številne države, ki so podedovale nemško orožje. Po vojni so ga zaradi svoje odlične zasnove kopirale številne države. Najbolj znana kopija tega puškomitraljeza sta jugoslovanski šarec ali M53 v kalibru 7,9 mm in Rheinmetallov MG 3 v kalibru 7,62 mm, ki je bil razvit leta 1969 in je v številnih armadah v uporabi še danes.

## Razvoj
Puškomitraljez je bil izdelan za naboj 7,92x57 Mauser, podoben je bil svojemu predhodniku MG 34. Od njega se je razlikoval po višji kadenci, hitrejši menjavi cevi, nekoliko enostavnejšem mehanizmu in znatno cenejši izdelavi zaradi uporabe stisnjene pločevine. Tako kot njegov predhodnik je deloval na principu kratkega trzanja cevi. Zaklep novega mitraljeza je deloval z uporabo dveh odmičnih valjčkov. Zaradi svoje zasnove se je čas izdelave puškomitraljeza prepolovil, zmanjšala se je tudi količina materiala potrebnega za njegovo izdelavo ter čas potreben za njegovo vzdrževanje. Povečane tolerance so omogočale, da je bil MG 42 manj občutljiv na umazanijo in nizke temperature. Skupaj z nožicami je tehtal 11,5 kg, kar je manj od svojega predhodnika. Iz puškomitraljeza ga je bilo mogoče predelati v mitraljez tako da so mu dodali lafeto s katero je tehtal 20,5 kg. Zaradi večje hitrosti streljanja in lažje cevi se je ta segrela nekoliko hitreje kot pri MG 34, vendar to ni imelo bistvenega učinka na bojno delovanje, ker jo je bilo možno hitro in enostavno zamenjati.
Ena od glavnih značilnosti puškomitraljeza je bila visoka kadenca, približno 1.200 nabojev v minuti, dosegli so celo 1.500 in 1.800 nabojev v minuti. Zaradi tako visoke kadence je bil zvok orožja podoben trganju rjuhe. Zvok so zavezniški vojaki dobro poznali, zato je puškomitraljez močno vplival na njihovo bojno moralo. Od leta 1942 pa do konca vojne so izdelali okoli 750.000 kosov tega orožja. Proti koncu vojne so na osnovi MG 42 razvili še različici MG 42V in M 45, katerih niso nikoli množično uporabljali.

## Šarec M53
Ena od različic MG 42 je tudi jugoslovanski Šarec M53. Ta se od MG 42 razlikuje po nekoliko počasnejši hitrosti streljanja in tem, da nima nastavka za pritrditev protiletalske muhe. Proizvajali so ga od leta 1953. V Jugoslaviji so izdelovali tudi kopijo nemške lafete, pod imenom M52.
Teoretična hitrost streljanja za ta model je 800-1050 nab/min, praktična pa 300-400 nab/min.
V JLA so tako originalni nemški različici (MG 42) kot na novo proizvedenim jugoslovanskih mitraljezom nadeli ime M53.

## Galerija
- Jugoslovanski partizani ob bojih za osvoboditev Slovenskega primorja, 1945
- Vojaki Wehrmachta v Jugoslaviji, december 1943
- Nemški vojak z mitraljezom na kupoli oklepnega vozila Sd.Kfz. 250
- Montiranje mitraljeza na trinožnik
- Prerez zaklepnega mehanizma
- MG 42 na trinožni lafeti